# Liste der Monuments historiques in Hermeray
Die Liste der Monuments historiques in Hermeray führt die Monuments historiques in der französischen Gemeinde Hermeray auf.

## Liste der Bauwerke
| Bezeichnung                 | Beschreibung | Standort               | Kennzeichnung | Schutzstatus | Datum | Bild |
| --------------------------- | ------------ | ---------------------- | ------------- | ------------ | ----- | ---- |
| Kirche St-Germain-d’Auxerre |              | Rue de l’église (Lage) | PA00087452    | Inscrit      | 1950  |      |

## Liste der Objekte
- Monuments historiques (Objekte) in Hermeray in der Base Palissy des französischen Kultusministeriums